# Declaração Universal dos Direitos Linguísticos
A Declaração Universal dos Direitos Linguísticos (também conhecida como Declaração de Barcelona) é um documento assinado pela UNESCO, o PEN (clube), e várias organizações não governamentais em 1996 para apoiar o direito linguístico, especialmente os de línguas ameaçadas de extinção. O documento foi aprovado na conclusão da Conferência Mundial sobre Direitos Linguísticos realizada 06 a 09 de junho de 1996, em Barcelona, Espanha. Essa declaração foi construída em alinhamento ao que se recomendou em 1987, no documento conhecido como a "Declaração do Recife", elaborado em 1987 em congresso realizado na Faculdade de Direito do Recife, da UFPE, na cidade do Recife, capital de Pernambuco, Brasil.

## Conteúdos e temas
Artigo 1.º
Esta Declaração entende por comunidade linguística toda a sociedade humana que, radicada historicamente num determinado espaço territorial, reconhecido ou não, se identifica como povo e desenvolveu uma língua comum como meio de comunicação natural e de coesão cultural entre os seus membros. A denominação língua própria de um território refere-se ao idioma da comunidade historicamente estabelecida neste espaço.